# Буртик

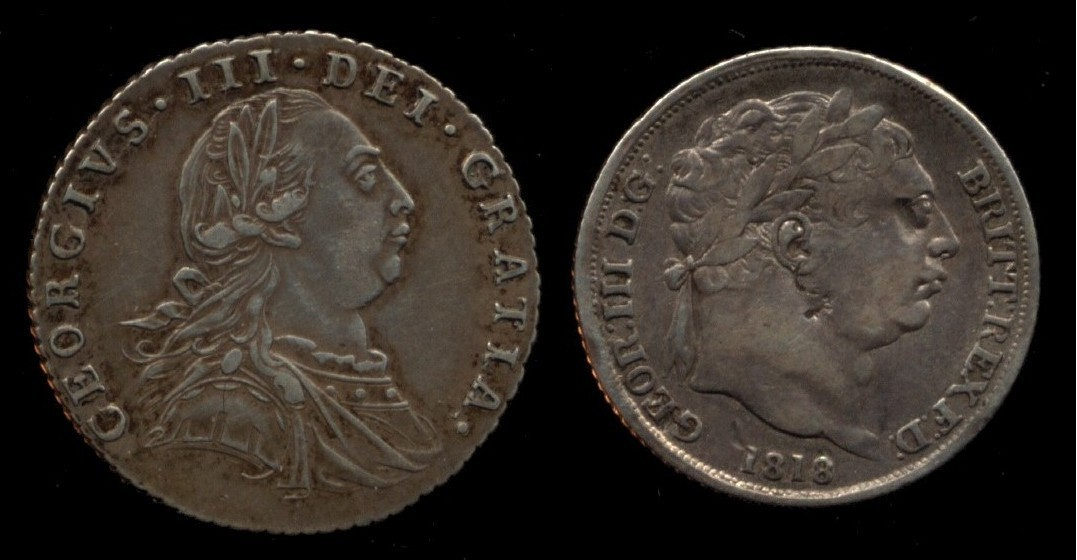
Слева монета без буртика, справа с буртиком.

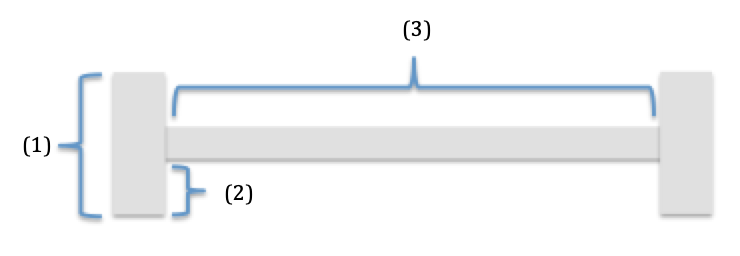
Схематичное изображение: (1) Гурт монеты (2) Заплечик (3) Поле монеты

Буртик, а также Кант (от нем. Borte – кайма, Kante – край) — часть гурта, приподнятая над полем монеты или медали, опоясывающая её по всему периметру . Встречается также название «выпушка» и «окантовка».

## Происхождение
Строго говоря, монета имеет два буртика, так как он присутствует как на аверсе, так и на реверсе. Изначально буртик появлялся из-за особенностей производства монет. При чеканке эта часть монеты выходила за края штемпеля, что делало её выпуклой и немного заострённой. 
С развитием оборудования для чеканки монет появился специальный воротник, который помогал удерживать заготовку ровно между двух штемпелей. Поэтому сегодня буртик может как присутствовать, так и отсутствовать в зависимости от желания медальера, но на подавляющем большинстве монет он есть. 
Буртик необязательно является только узкой технической линией по периметру монеты: он также может быть элементом дизайна. Так, на современных 20 пенсах Великобритании на буртике выбита легенда и некоторые элементы изображения. Схожий элемент присутствовал и на разных британских пенсах предыдущих столетий.

## Функции
Основной функцией буртика является защита от износа рельефа монеты. Также, при некоторых способах производства монет, приподнятый край способствует тому, чтобы металл равномерно распределялся между всеми элементами рельефа и не вытекал. На некоторых современных американских и австралийских монетах буртик служит также определителем номинала для незрячих людей. Например, монета в один доллар США имеет буртик намного шире, чем монета в 25 центов, что позволяет их отличать.
Из-за дефектов штемпеля или ошибки при чеканке могут получаться монеты с незапланированным буртиком или с буртиком толще или уже прописанного в спецификации. Такие экземпляры называются монетами с ошибкой и очень ценятся среди коллекционеров.